# Семмаміш (Вашингтон)
Семмаміш (англ. Sammamish) — місто (англ. city) в США, в окрузі Кінг штату Вашингтон. Населення — 67 455 осіб (2020).

## Географія
Семмаміш розташований за координатами 47°36′15″ пн. ш. 122°2′18″ зх. д. / 47.60417° пн. ш. 122.03833° зх. д. (47.604286, -122.038306).  За даними Бюро перепису населення США в 2010 році місто мало площу 47,84 км², з яких 47,20 км² — суходіл та 0,64 км² — водойми. В 2017 році площа становила 62,54 км², з яких 52,93 км² — суходіл та 9,61 км² — водойми.

### Клімат
| Клімат : Семмаміш       | Клімат : Семмаміш | Клімат : Семмаміш | Клімат : Семмаміш | Клімат : Семмаміш | Клімат : Семмаміш | Клімат : Семмаміш | Клімат : Семмаміш | Клімат : Семмаміш | Клімат : Семмаміш | Клімат : Семмаміш | Клімат : Семмаміш | Клімат : Семмаміш | Клімат : Семмаміш |
| Показник                | Січ.              | Лют.              | Бер.              | Квіт.             | Трав.             | Черв.             | Лип.              | Серп.             | Вер.              | Жовт.             | Лист.             | Груд.             | Рік               |
| Абсолютний максимум, °C | 19,4              | 23,9              | 26,1              | 32,2              | 36,1              | 37,8              | 40,0              | 38,9              | 36,7              | 35,0              | 23,9              | 19,4              | 40,0              |
| Середній максимум, °C   | 5,6               | 7,2               | 12,2              | 14,4              | 18,3              | 21,1              | 25,0              | 25,6              | 21,7              | 15,6              | 10,6              | 5,6               | 15,3              |
| Середній мінімум, °C    | −1,7              | 0,0               | 2,8               | 4,4               | 7,8               | 10,6              | 12,2              | 11,7              | 8,9               | 6,1               | 3,3               | −1,1              | 5,4               |
| Абсолютний мінімум, °C  | −21,1             | −22,2             | −13,3             | −4,4              | −3,3              | −0,6              | 2,2               | 1,7               | −1,1              | −5                | −16,7             | −18,9             | −20,6             |
| Норма опадів, мм        | 225               | 142               | 159               | 122               | 102               | 75                | 35                | 33                | 72                | 145               | 257               | 215               | 1582              |
| ----------------------- | ----------------- | ----------------- | ----------------- | ----------------- | ----------------- | ----------------- | ----------------- | ----------------- | ----------------- | ----------------- | ----------------- | ----------------- | ----------------- |
| Джерело:                |                   |                   |                   |                   |                   |                   |                   |                   |                   |                   |                   |                   |                   |

## Демографія
Згідно з переписом 2010 року, у місті мешкало 45 780 осіб у 15 154 домогосподарствах у складі 12 918 родин. Густота населення становила 957 осіб/км².  Було 15736 помешкань (329/км²).
Расовий склад населення:
| - 74,7 % — білих - 19,3 % — азіатів - 1,0 % — чорних або афроамериканців - 0,3 % — корінних американців - 0,1 % — вихідців з тихоокеанських островів |

До двох чи більше рас належало 3,7 %. Частка іспаномовних становила 3,9 % від усіх жителів.
За віковим діапазоном населення розподілялося таким чином: 32,2 % — особи молодші 18 років, 62,1 % — особи у віці 18—64 років, 5,7 % — особи у віці 65 років та старші. Медіана віку мешканця становила 37,7 року. На 100 осіб жіночої статі у місті припадало 100,3 чоловіків;  на 100 жінок у віці від 18 років та старших — 98,0 чоловіків також старших 18 років.
Середній дохід на одне домашнє господарство  становив 178 499 доларів США (медіана — 147 349), а середній дохід на одну сім'ю — 188 157 доларів (медіана — 155 520). Медіана доходів становила 129 124 долари для чоловіків та 79 145 доларів для жінок. За межею бідності перебувало 2,9 % осіб, у тому числі 3,1 % дітей у віці до 18 років та 6,6 % осіб у віці 65 років та старших.
Цивільне працевлаштоване населення становило 23 515 осіб. Основні галузі зайнятості: науковці, спеціалісти, менеджери — 29,5 %, освіта, охорона здоров'я та соціальна допомога — 15,4 %, виробництво — 11,9 %, роздрібна торгівля — 11,5 %.